# Soga no Iruka
Soga no Iruka  (蘇我 入鹿, そが の いるか, 18. godina carice Suiko/610.? – 12. dan 6. mjesec 4. godina carice Kōgyoku/10. srpnja 645.) je bio japanski državnik na japanskom dvoru u razdoblju Asuci. Nnogo je utjecao na caricu Kōgyoku. Pokušao je 643. godine ubiti carevića Yamashira i vladati carskom obitelji. Na dvoru je u to vrijeme postojao sraza šintoističke i rastuće budističke struje na japanskom dvoru i narodu. Ishod je bio taj da su 645. godine carević Naka no Ōe, koji je poslije postao car Tenji i dostojanstvenik Kamatari napravili državni udar na dvoru, poznat u povijesnoj znanosti kao izgred Isshi (乙巳の変, Isshi no Hen) ili izgred iz 645. godine. Carević Naka no Ōe je zaklao državnika Sogu no Iruku. Nakon toga se je ubio Irucin otac Soga no Emishi. Nakon toga je glavni ogranak klana Soge izumro.